# Wissenschaftsgarten Jang Yeong-sil
Der Wissenschaftsgarten Jang Yeong-sil (koreanisch 장영실 과학 정원) in Busan (Südkorea) wurde zu Ehren von Jang Yeong-sil errichtet, einem der bedeutendsten Wissenschaftler der Joseon-Dynastie (1392–1910). Er wird als Erfinder oder Mitwirkender von 19 wissenschaftlichen Instrumenten aus dieser Zeit angesehen. Elf von ihnen wurden entlang der Form des Großen Wagens aufgestellt. Der Wissenschaftsgarten wurde am 15. Oktober 2009 mit einer Investition von 500 Millionen Won (350.000 Euro) abgeschlossen.

## Infotafel im Wissenschaftsgarten der zu Ehren von Jang Yeong-sil angelegt wurde.
Übersetzung der Infotafel:

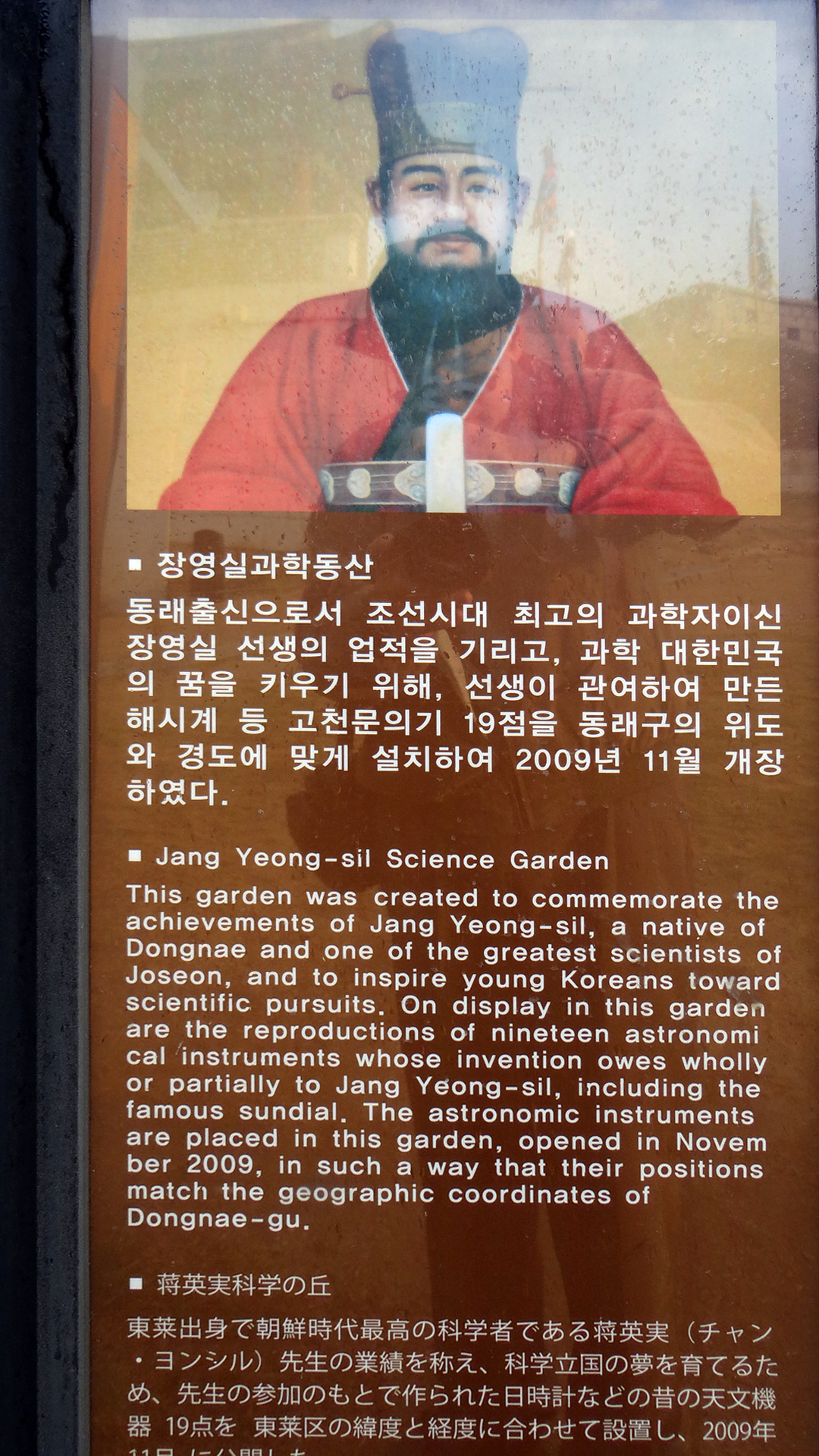
Infotafel der zu Ehren von Jang Yeong-sil angelegt wurde.

„Dieser Wissenschaftsgarten wurde angelegt, um an die Errungenschaften von Jang Yeong-sil, einem gebürtigen Dongnae-gu Bürger und einem der größten Wissenschaftler von Joseon, zu erinnern und um junge Koreaner für wissenschaftliche Tätigkeiten zu begeistern. In diesem Wissenschaftsgarten sind Nachbildungen von 19 astronomischen Instrumenten ausgestellt, deren Erfindung ganz oder teilweise auf Jang Yeong-sil zurückgeht, darunter die berühmte Sonnenuhr. Die astronomischen Instrumente sind in dem im November 2009 eröffneten Wissenschaftsgarten so platziert, dass ihre Positionen mit den geografischen Koordinaten von Dongnae-gu übereinstimmen.“

## Wissenschaftliche Instrumente im Wissenschaftsgarten Jang Yeong-sil

### Cheonsang Yeolcha Bunyajido (1395)

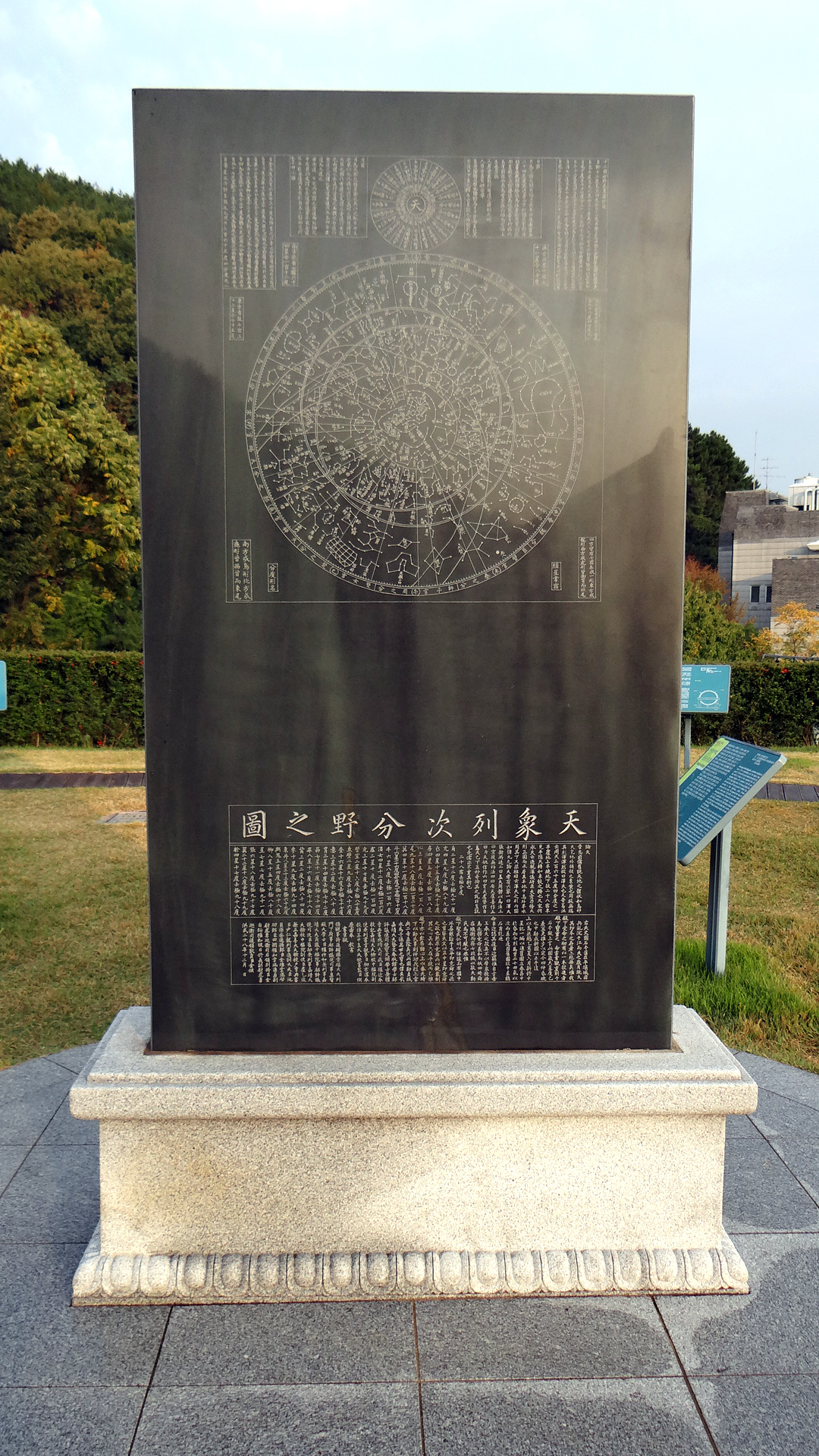
Die in Stein gemeißelte Sternkarte zeigt 1.467 Sterne.

Cheonsang Yeolcha Bunyajido (koreanisch 천상열차분야지도) ist die zweitälteste in Stein gemeißelte Sternkarte der Welt, von der bekannt ist, dass sie aus dem Königreich Goguryeo stammt. Sie wurde erstmals im 4. Jahr (1395) der Herrschaft von König Taejo in der Joseon-Dynastie erstellt und zeigt 1.467 Sterne, die im Gegensatz zu den in Stein gemeißelten chinesischen Sternkarten in verschiedenen Größen entsprechend ihrer Helligkeit eingraviert sind. Der gravierte Stein wurde von Kwon Geun (1352–1409) und anderen elf Mitgliedern des Seoun-gwan (Büro für Astronomie) auf der Grundlage der Berechnungen des Astronomen Yu Bang-taek (1320–1402) aufgestellt.
Neben dieser Sternenkarte, die auf einen flachen schwarzen Stein gemeißelt wurde, gibt es eine weitere Sternenkarte, die während der Herrschaft von König Sukjong in Marmor gemeißelt wurde. Die Sternkarte ist in drei Felder unterteilt, um die Himmelskörper zu beschreiben: Das obere Feld beschreibt die Sonne und den Mond und nimmt die Form des Himmels an, um den Himmelsäquator und den in 12 Regionen nahe der Ekliptik unterteilten Tierkreis zu zeigen. Das Feld veranschaulicht auch die Größen und Positionen der Sternbilder in Verbindung mit den entsprechenden irdischen Regionen. Im mittleren Feld sind die Milchstraße und 1.467 Sterne in einem Kreis eingezeichnet. Das untere Feld zeigt die Namen der Personen, die an der Erstellung der Sternkarte beteiligt waren, und enthält Beschreibungen der antiken Kosmologie und der 28 Sternbilder sowie eine Erklärung, warum die Sternkarte erstellt wurde.

### Kanui (1432)

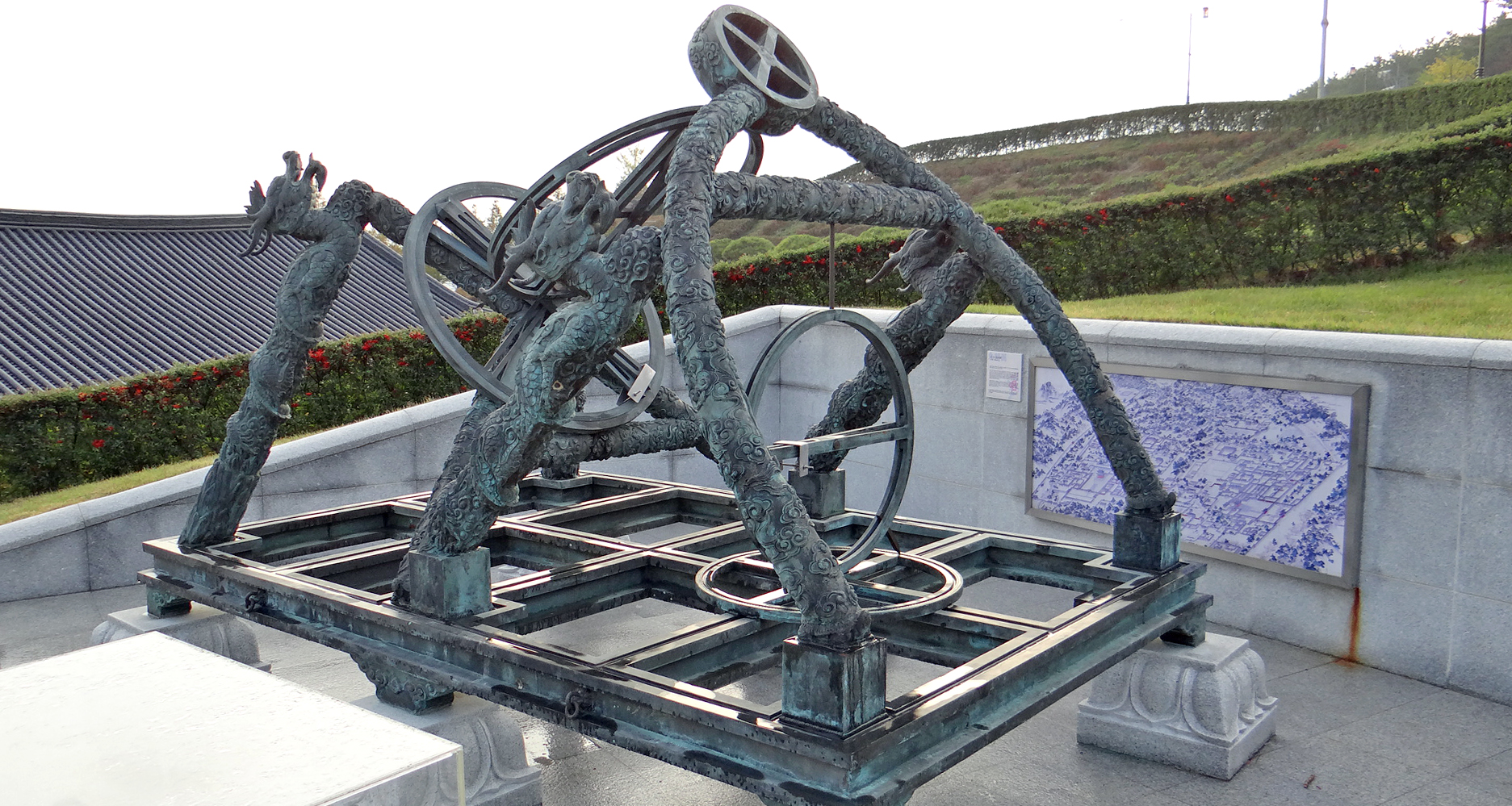
Ein Instrument zur Messung der Position von Himmelsobjekten.

Kanui (koreanisch 간의) ist ein astronomisches Instrument zur Messung der Position von Himmelsobjekten. Dies war neben dem Angbuilgu, dem Jikyungru und dem Honcheonui das wichtigste Beobachtungsinstrument in den astronomischen Observatorien von Joseon. Es hatte eine ähnliche Struktur wie der heutige Winkelmesser und war eine vereinfachte Version des Honcheonui. Im Jahr 1432 (dem 14. Jahr von König Sejong) ließ er von Icheon und Jang Yeong-sil einen Kanui aus Holz anfertigen, und als der Versuch erfolgreich war, ließ er ihn in Kupfer gießen. Dies ist eine der herausragendsten Errungenschaften bei der Wartung astronomischer Instrumente. Im Jahr 1438 (dem 20. Jahr von König Sejong) errichtete er auf der Nordseite der Gyeonghoe-ro im Gyeongbokgung-Palast ein Observatorium, und zusätzlich zu einem großen Observatorium ließ er ein kleines Observatorium bauen, das bequem zu transportieren war.

### Honcheonui (1433)

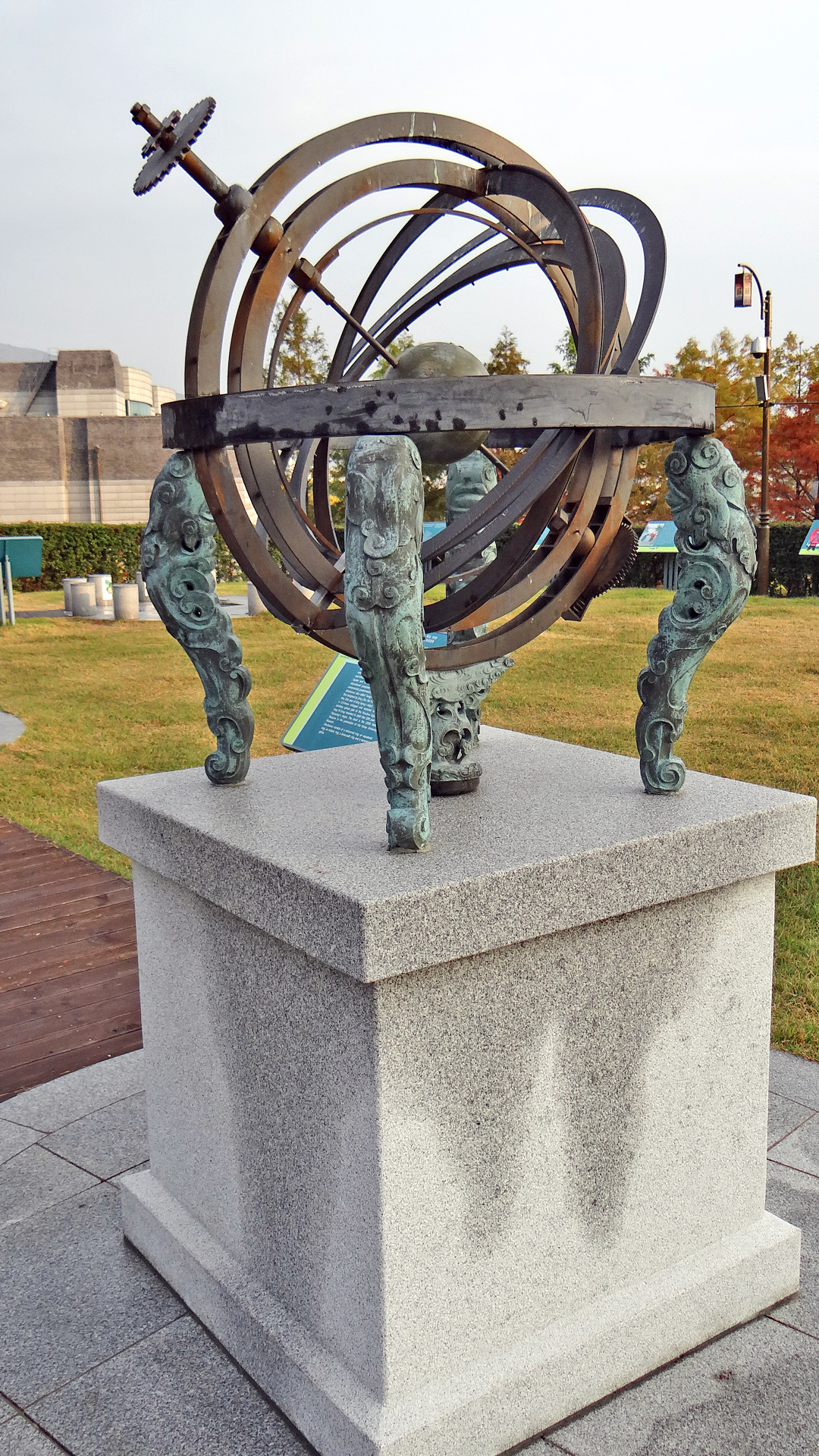
Ein Instrument zur Messung der Position der Planeten am Himmel.

Honcheonui (koreanisch 혼천의) ist ein astronomisches Instrument, mit dem die Positionen der Sonne, des Mondes und der anderen fünf Planeten am Himmel – Merkur, Venus, Mars, Jupiter und Saturn – gemessen wurden. Dieses Instrument wurde zu Bildungszwecken in Bildungseinrichtungen oder astronomischen Regierungsstellen aufgestellt. Das Honcheonui, auch „seongi-okhyeong“ oder „honui“ genannt, wurde erstmals von Jeong Cho, Pak Yon und Kim Jin im Jahr 1433 (dem 15. Jahr der Herrschaft von König Sejong) entworfen. Bei diesem Instrument handelt es sich um eine 2,5-fach vergrößerte und restaurierte Version der Armillarsphäre der Honcheon Sigye (einer Uhr), die Song Yi-Yeong 1669 (im 10. Jahr der Herrschaft von König Hyeonjong) erfand. Die Honcheonui besteht aus einem Horizontalring, einem Äquatorialring, einem Ekliptikring, einem Mondpfadring und einem Erdglobus.

### Borugak Jagyeongnu (1434)

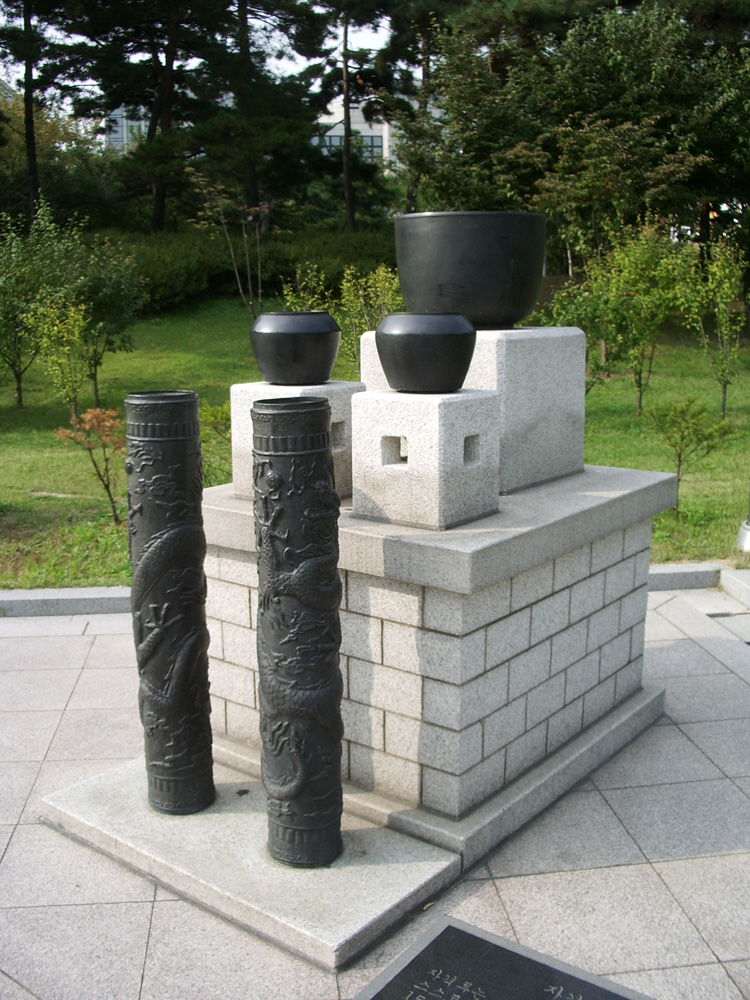
Eine Wasseruhr mit Glocken, Gongs und Trommeln.

Die von König Sejong in Auftrag gegebene Wasseruhr Borugak Jagyeongnu (koreanisch 보루각자격루) ist eine neue Art von Wasseruhr, die durch den Vergleich und das Studium chinesischer und arabischer Wasseruhren entstanden ist und im Jahr 1434 (dem 16. Jahr von König Sejong) geschaffen wurde. Es handelt sich um eine kunstvolle automatische Uhr mit Glocken, Gongs und Trommeln, die je nach Tageszeit spontan läuten, und einer Puppe, die mit einer Tafel erscheint, die die Zeit anzeigt. Die Wasseruhr funktionierte, indem Wasser in das größte Bronzegefäß gegossen wurde, das in die kleineren Gefäße floss, die wiederum in die langen Wasserbehälter flossen. Wenn der Wasserstand die entsprechende Höhe erreicht hatte, berührte ein schwimmender Stab eine Hebelvorrichtung, die eine Kugel ins Rollen brachte und eine andere Kugel am anderen Ende traf. Die rollende Kugel löste den Gong, die Glocke, die Trommel und sogar eine Holzpuppe aus, die die Stunde mit einem Schild anzeigte.

### Angbuilgu (1434)
Angbuilgu (koreanisch 앙부일구) ist eine konkave Sonnenuhr in Form einer Halbkugel mit 24 Unterteilungen für das Jahr und Stundenlinien in Abständen von 1 Stunde und 10 Minuten. Es besteht aus den Stundenlinien, den jahreszeitlichen Linien und der horizontalen Fläche.

### Hyeonju-Ilgu (1437)
Hyeonju-Ilgu (koreanisch 현주일구) ist eine tragbare Sonnenuhr und zeigt die Zeit anhand des Schattens an, der auf die runde Platte fällt, deren beide Ebenen mit Skalen versehen sind. Die obere Ebene wird für den Zeitraum zwischen der Frühlings-Tagundnachtgleiche und der Herbst-Tagundnachtgleiche verwendet, und die Skala auf der unteren Ebene gilt für die Zeit von der Herbst-Tagundnachtgleiche bis zur nächsten Frühlings-Tagundnachtgleiche. Die Hyeonju-Ilgu wurde während der Regierungszeit von König Sejong als tragbare Uhr verwendet. Sie war ursprünglich handgroß. Diese für den Außenbereich bestimmte Sonnenuhr ist eine 7-fach vergrößerte und restaurierte Version des in der Literatur beschriebenen Originals.

### Ilseong Jeongsi-ui (1437)

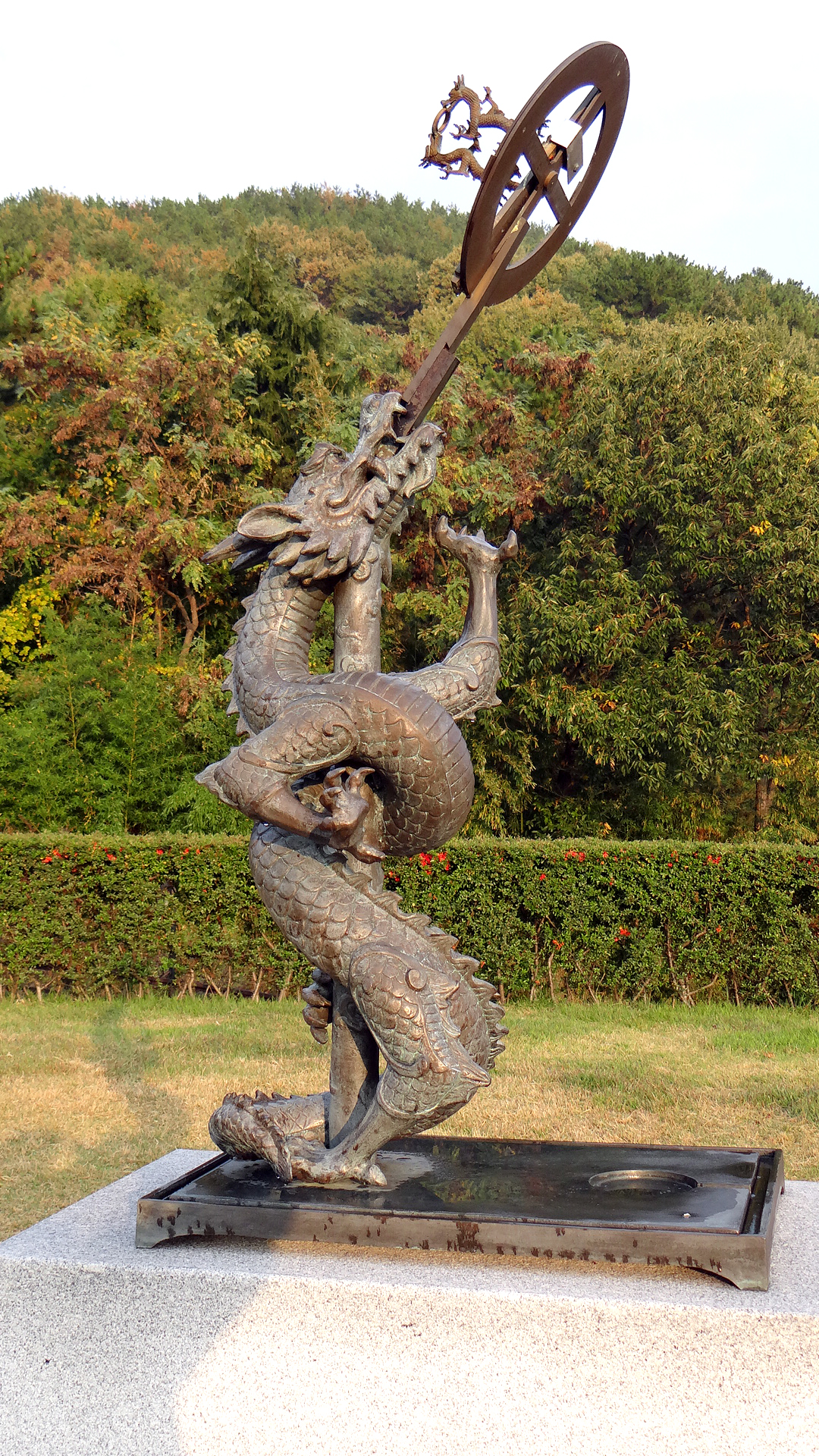
Ein Instrument zur Messung der Tages- und Nachtzeit.

Ilseong Jeongsi-ui (koreanisch 일성정시의) wurde im 19. Jahr der Herrschaft von König Sejong erfunden und diente zur Messung der Tages- und Nachtzeit. Bei seiner Konstruktion wurden die Prinzipien der Sonnenuhren und die Vorstellung, dass sich die Sterne regelmäßig um den Nordstern drehen, berücksichtigt.

### Su-Pyo (1441)

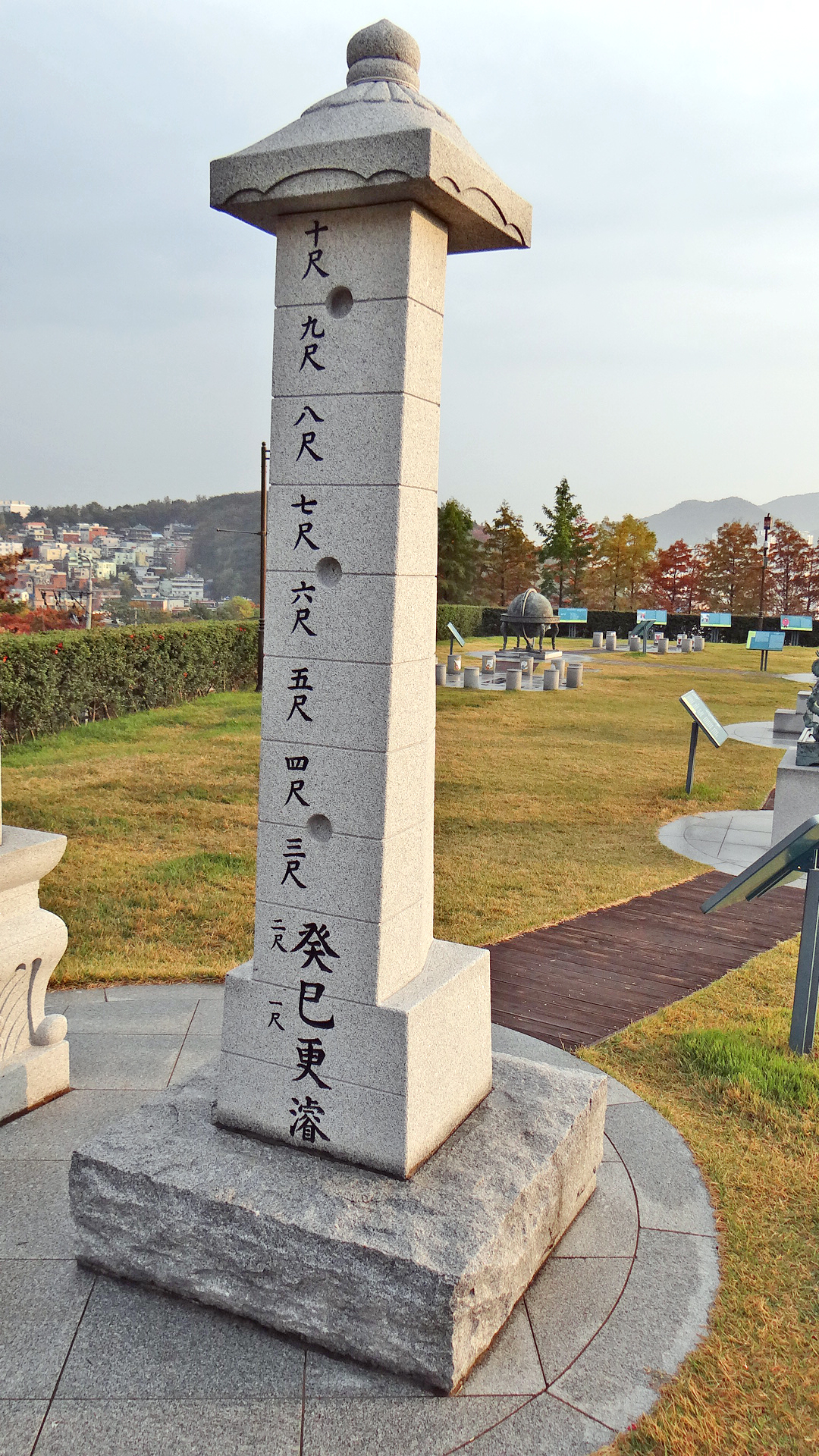
Ein Pegel zur Feststellung des Wasserstandes.

Su-Pyo (koreanisch 수표) ist ein Pegel. Neben der Verwendung von Regenmessern zur Messung des Niederschlags besteht eine weitere Methode in der Messung von Veränderungen der Flusspegel. Diese Methode beruht auf dem natürlichen Phänomen, dass der Wasserstand eines Flusses steigt, wenn es regnet, und fällt, wenn er austrocknet. Im Jahr 1441 wurden am Cheonggyecheon-Fluss und am Han-Fluss Kontrollen errichtet und installiert.

### Cheuku-gi (1441)

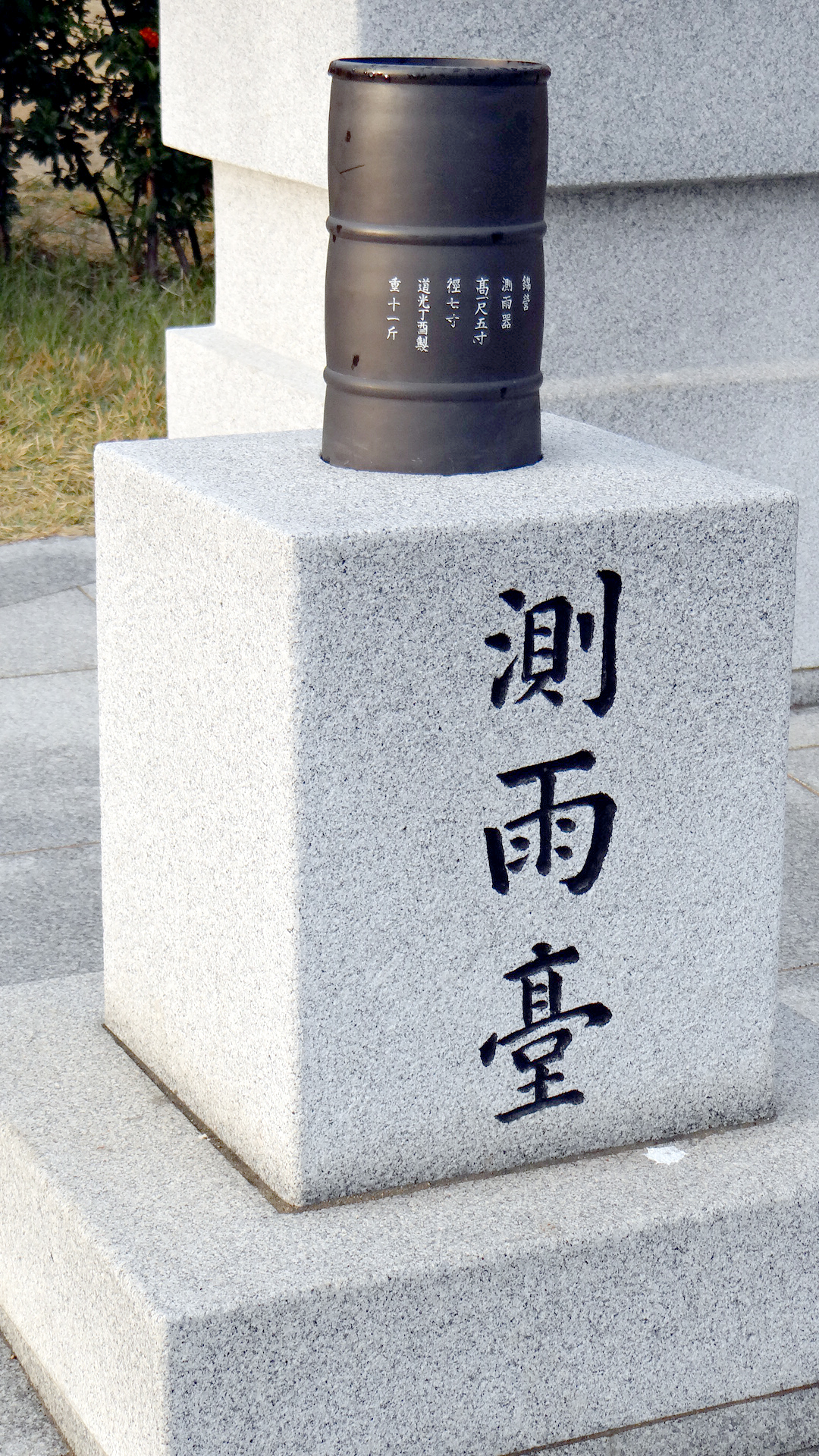
Ein Regenmesser zur Messung des Regens.

Cheuku-gi (koreanisch 측우기) ist ein Regenmesser der im August 1441 geschaffen wurde. Das Regenwasser wurde in einer zylindrischen Metallschüssel aufgefangen und seine Tiefe mit einer genormten Skala gemessen. In allen Bezirken wurden Instrumente und Lineale mit demselben Standard installiert, wodurch ein landesweites System zur Beobachtung und Meldung von Niederschlägen geschaffen wurde.

### Honsang (1669)

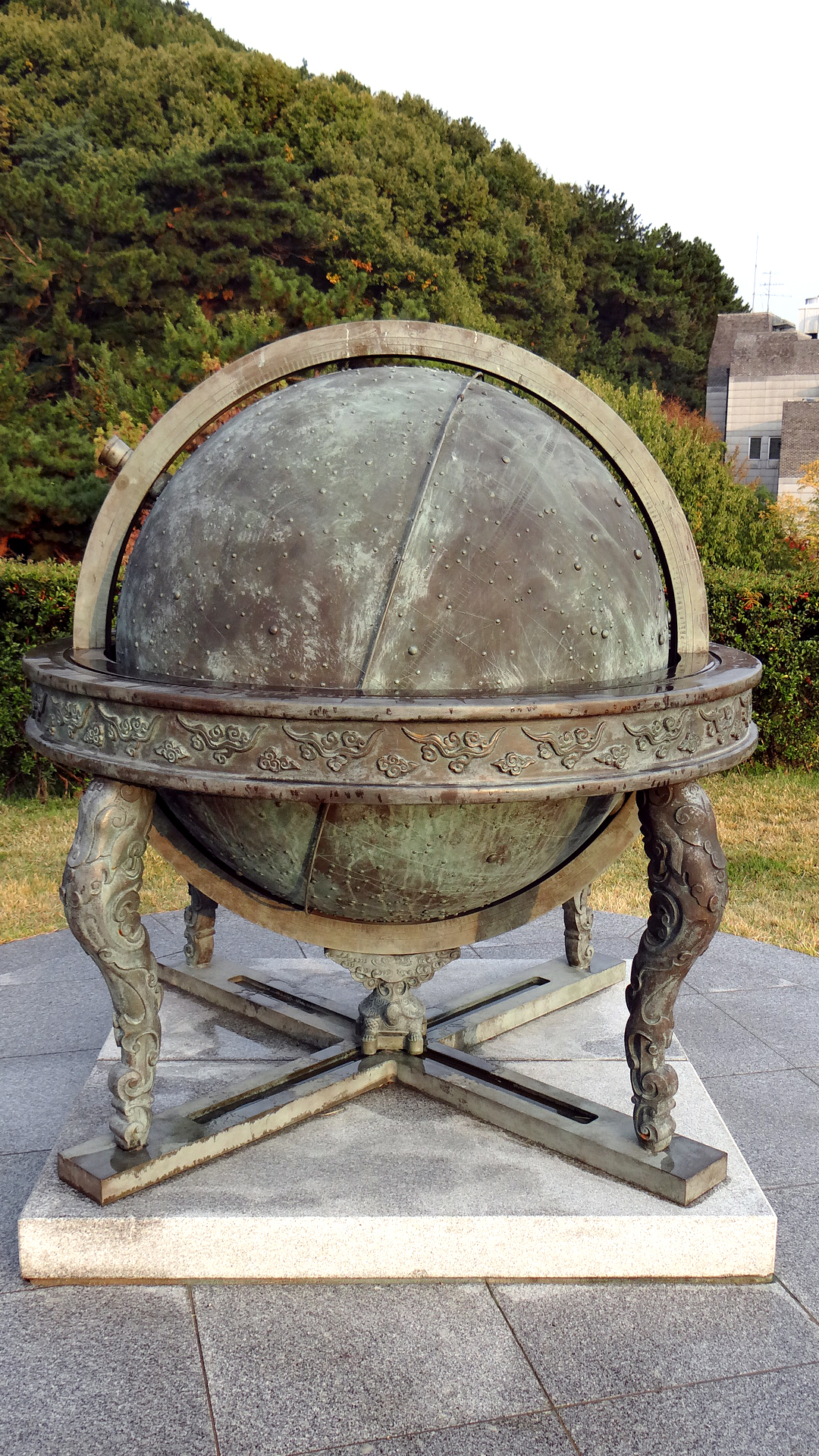
Ein Himmelsglobus, das zur Messung der Nachtzeit und der Jahreszeiten verwendet wurde.

Honsang (koreanisch 혼상) ist ein Himmelsglobus mit Gruppen von Sternen (oder Sternbildern), die auf einer kugelförmigen Oberfläche angeordnet sind. Während der Joseon-Dynastie war der Honsang ein wichtiges astronomisches Instrument, das zur Messung der Nachtzeit und der Jahreszeiten verwendet wurde. In vielen privaten konfuzianischen Akademien, den so genannten Seowon, wurde es auch zu Bildungszwecken eingesetzt, etwa zur Beschreibung der Struktur des Universums, der Bewegung der fünf Planeten und des Prinzips der Zeitmessung. Der hier gezeigte Himmelsglobus mit 1.464 Sternen, die auf die kugelförmige Bronzeoberfläche mit einem Durchmesser von 120 cm eingraviert sind, wurde aus dem in Toegye Seowon entdeckten Honsang-Relikt hergestellt. Die Drehachse ist sowohl mit dem Horizontal- als auch mit dem Meridianring gut verbunden, um das Gewicht des Globus zu halten. Die vier Götter, die auf der Steinplatte unter den vier Standbeinen eingraviert sind, zeigen die Richtungen Osten, Westen, Süden und Norden an. Das für diesen Honsang verwendete Kupfer wiegt etwa 1,8 Tonnen.

### Punggidae (Jahr unbekannt)

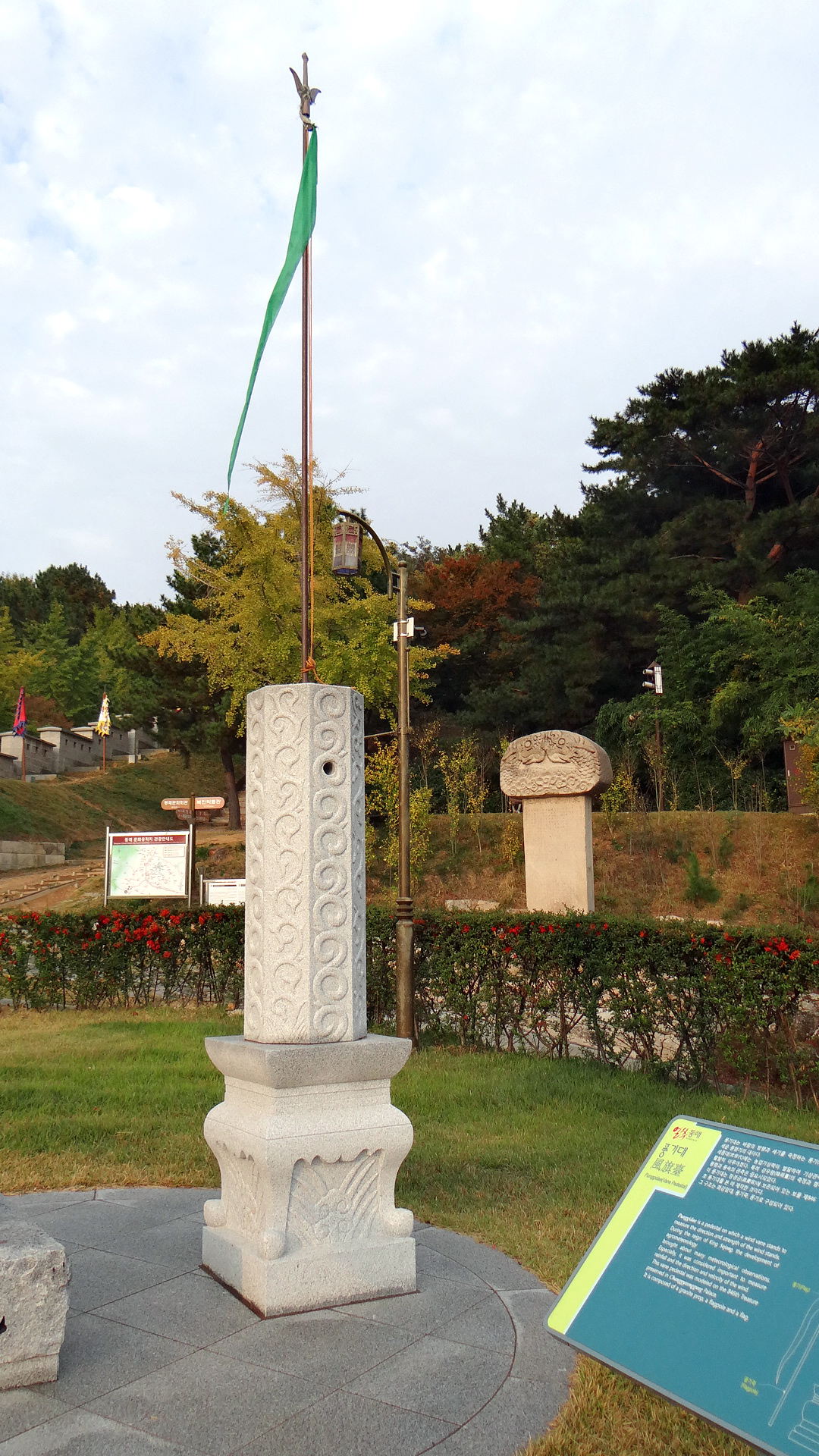
Ein Fahnenmast um die Richtung und Stärke des Windes zu bestimmen.

Punggidae (koreanisch 풍기대) ist ein Fahnenmast, an dem Fahnen angebracht werden, um die Richtung und Stärke des Windes zu bestimmen. Dieser Mast ist aus Granit und 228 cm hoch, mit einem Sockel, auf dem eine Statue eingemeißelt ist, und einer achteckigen Säule mit einem geprägten Wolkenmuster an der Spitze. An der Spitze des achteckigen Mastes befindet sich in der Mitte ein Loch für den Fahnenmast, und in die Seite des Mastes darunter sind Abflusslöcher geschnitten. Am Ende des Mastes war eine schmale, lange Fahne befestigt, mit der man die Richtung des wehenden Windes und die Stärke des Windes durch das Flattern der Fahne messen konnte. Es wird angenommen, dass die Windrichtung in 24 Richtungen angezeigt und die Windgeschwindigkeit in acht Intensitätsstufen eingeteilt wurde. Die Messung der Windrichtung war eine unverzichtbare Beobachtung für die Landwirtschaft und wurde wahrscheinlich zur Zeit von König Sejong institutionalisiert. Es wird vermutet, dass die Pungidae ursprünglich wie Tempelsäulen angefertigt wurden, so wie es auch bei den Niederschlagskontrollen der Fall war. Die Punggidae sind ein empirisches Artefakt des heute nicht mehr existierenden Observatoriums der Joseon-Dynastie, das eine Vorreiterrolle in der Wetterbeobachtung einnahm.

### Gwangjang (Jahr unbekannt)
Die Gwangjang (koreanisch 서양해시계 광장) ist eine Sonnenuhr, deren Zeichen den zwölf Sternbildern des Tierkreises nachempfunden sind. Bei dieser Sonnenuhr sind die zwölf Tierkreiszeichen den zwölf Sternbildern Widder, Stier, Zwillinge, Krebs, Löwe, Jungfrau, Waage, Skorpion, Schütze, Steinbock, Wassermann und Fische zugeordnet. Die zwölf Tierkreiszeichen sind jeweils auf zwölf runden Steinsäulen abgebildet, und auf der Oberseite jeder Steinsäule ist eine Beschreibung der jeweiligen Geburtskonstellation und der entsprechenden Geburtsdaten zu finden. In der Mitte der Sonnenuhr ist eine Datumsanzeigetafel angebracht. Die Platte zeigt die Position des ersten Tages eines jeden Monats und 24 Jahreszeitenpunkte an. Wenn Sie auf der Datumsmarke stehen, können Sie die Zeit an Ihrem Schatten auf dem Boden ablesen.

### Ilgudae (Jahr unbekannt)

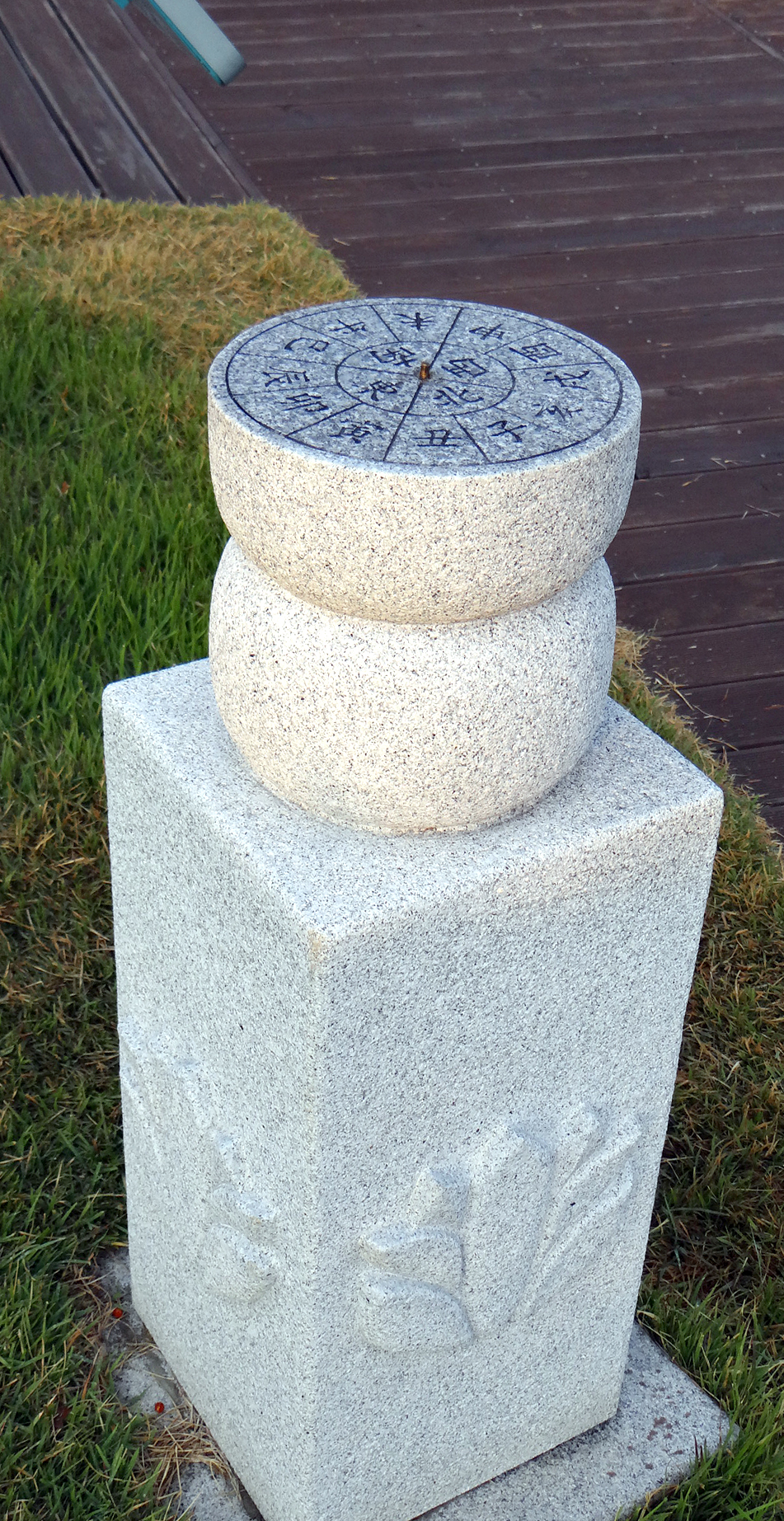
Diese Sonnenuhr hat 12 Stundenlinien und Richtungsangaben für die vier Himmelsrichtungen.

Dies eine zylindrische Sonnenuhr auf dem Ilgudae (koreanisch 일구대). Sie hat 12 Stundenlinien und Richtungsangaben für die vier Himmelsrichtungen. Der Schatten von Yeongchim in der Mitte zeigt die Zeit und Sonnenrichtung an. Diese Sonnenuhr dient dazu, die Zeit ungefähr abzulesen. Wenn der Schatten um die zwölfte Stunde auf das Sibanmyeon fällt, ist es etwa zwölf Uhr und die Sonne steht im Süden. Sie wurde nach dem Vorbild der Sonnenuhr in der Gedenkhalle von König Sejong gebaut.

### Jeokdosikaesigye (Jahr unbekannt)

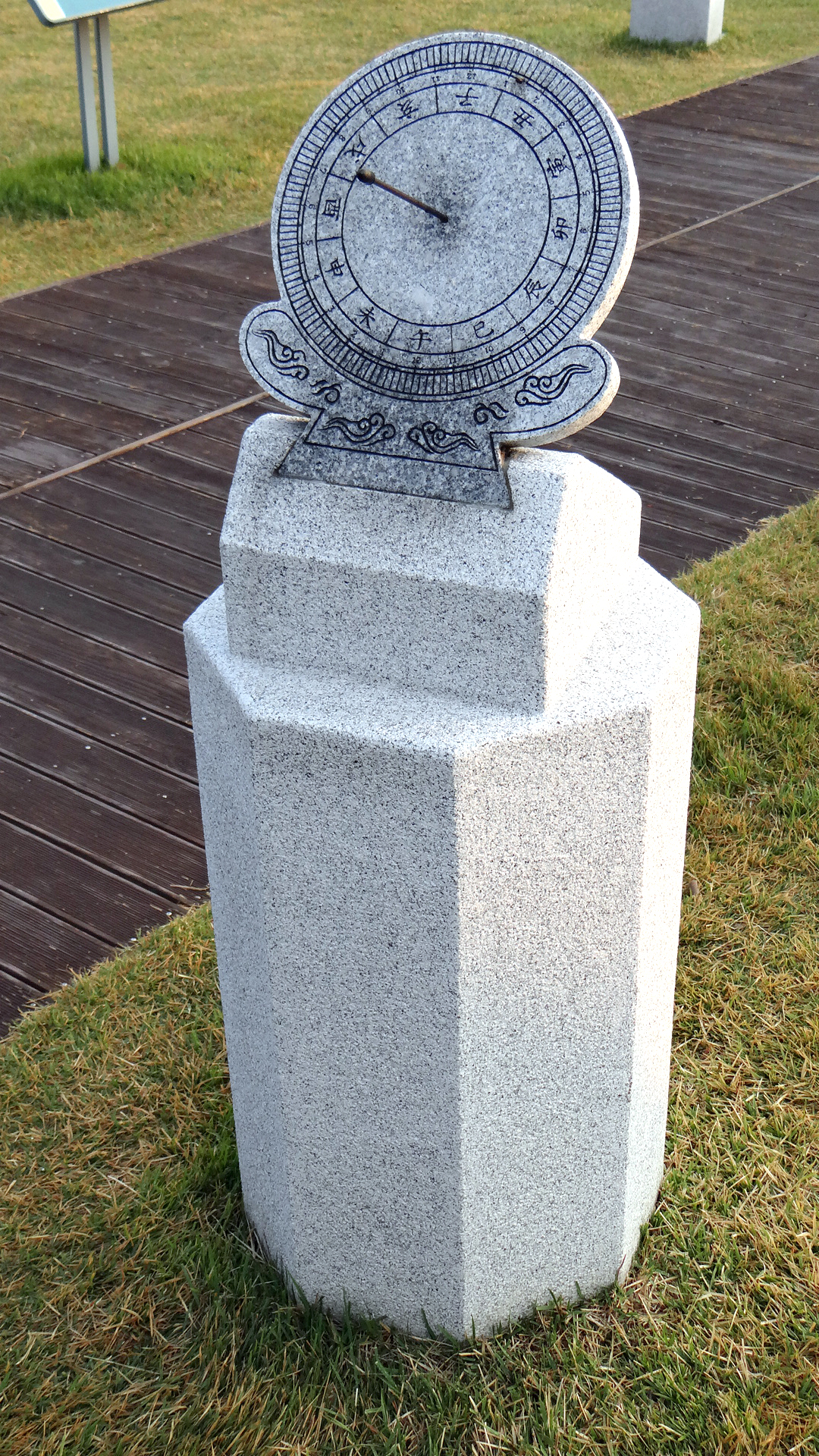
Eine Äquatorialsonnenuhr mit 12 Stundenlinien und 100 Winkellinien.

Jeokdosikaesigye (koreanisch 적도식해시계) ist eine Äquatorialsonnenuhr. Die Uhr besteht aus einer parallel zur Äquatorialebene liegenden Zifferblattplatte. Auf beiden Ebenen des Zifferblatts sind 12 Stundenlinien und 100 Winkellinien eingraviert. In der Mitte der Zifferblattplatte befindet sich ein Gnomon, der sich in Drehrichtung der Erdkugel bewegt. Die Zeit kann durch den Schatten des Gnomons abgelesen werden. Von der Frühjahrs-Tagundnachtgleiche bis zur Herbst-Tagundnachtgleiche wird der Schatten auf die obere Ebene geworfen, von der Herbst-Tagundnachtgleiche bis zur nächsten Frühjahrs-Tagundnachtgleiche auf die untere Ebene.

### Byeok-myeon Haesigye (Jahr unbekannt)

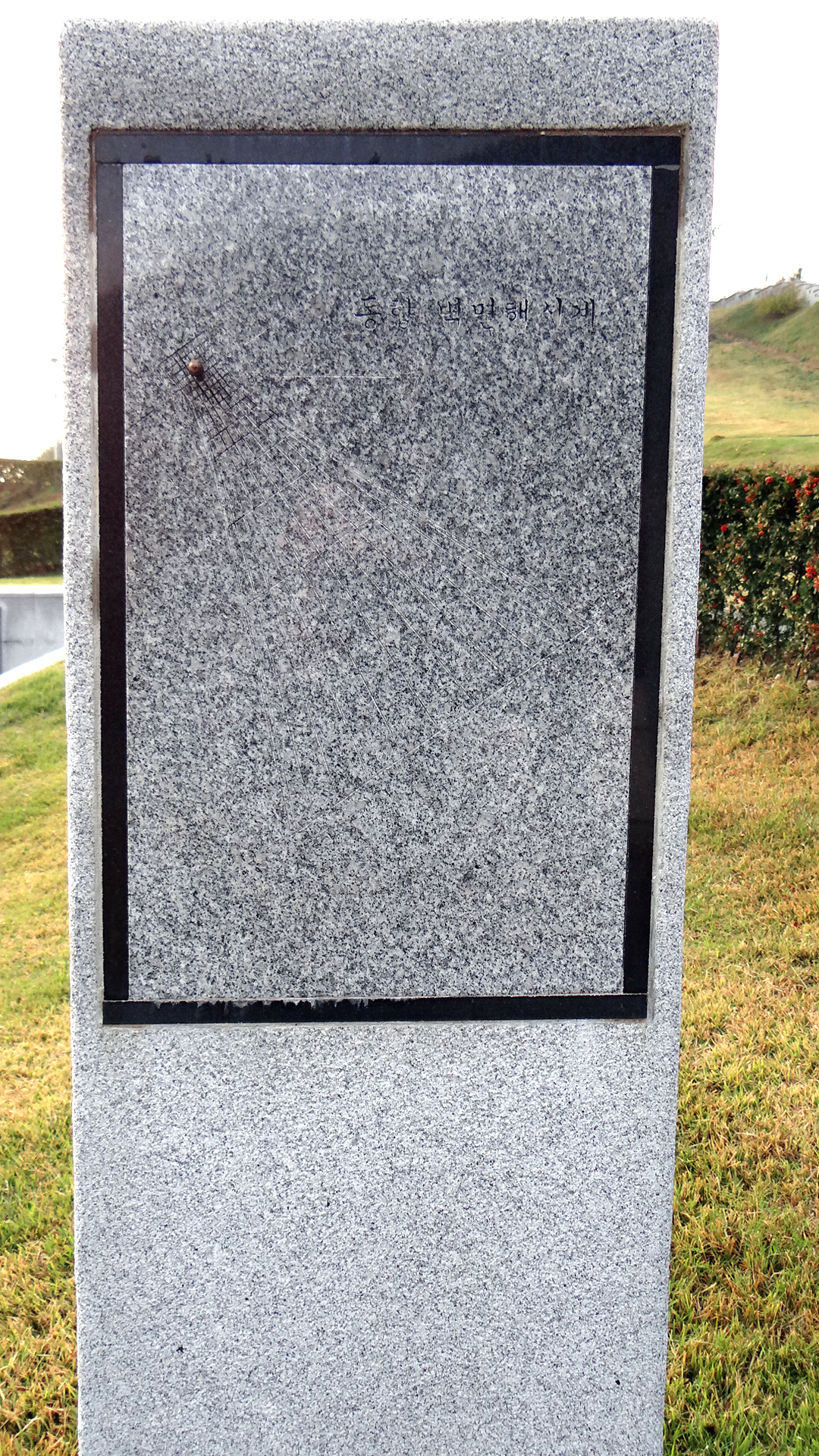
Eine vertikale Sonnenuhr.

Die Sonnenuhr Byeok-myeon Haesigye (koreanisch 벽면 해시계) wird in vertikaler Richtung installiert, mit einem Zifferblatt in horizontaler Richtung. Die Zeit wird durch den Schatten des Gnomons abgelesen, den die Stundenlinie und die Jahreszeitenlinie auf die Wandfläche werfen. Diese Art von Sonnenuhr war in der Regel in den westlichen Gebieten weiter entwickelt.